# 柳河镇 (木兰县)
柳河镇是中国黑龙江省哈尔滨市木兰县下辖的一个镇。

## 行政区划
桥头溪乡下辖以下地区：
柳河街道社区、柳河村、三义村、临江村、文雅村、三合村、三星村、复兴村、兴山村、永利村、石河村、共兴村和烧锅窝子村。